# Симфонія № 8 (Глазунов)
Симфонія № 8 (Es-dur) — найбільш досконалий та монументальний твір російського композитора Олександра Костянтиновича Глазунова. Прем'єра симфонії відбулася 9 грудня 1906 року, в одному з циклів російських симфонічних концертів, диригував сам автор.

## Склад оркестру
До складу оркестру симфонії входять: 3 флейти, флейта-піколо, 2 гобоя, англійський ріжок, 3 кларнета, бас-кларнет, 2 фагота, контрафагот, 4 валторни, 3 труби, 3 тромбона, туба, литаври, трикутник, тарілки, великий барабан, струнні.

## Характеристика
Перша частина представляє собою зразок поєднання сонатного і монотематичного принципів. Її головна партія звучить безперервно. Шляхетна, мужня та спокійна, вона з'являється спочатку в тембрі фаготів і валторн. Поступово в ній виявляються і інші риси — заклики, ораторський пафос, а разом з тим — настороженість.
Друга частина органічно зростає з конфлікту першої. Це страшна трагедія, яка розчавлює. Музика наповнена глибоким сумом, але разом з тим вона є і мужньою. Головна тема не дається одразу — вона створюється поступово з окремих інтонацій вступу, зв'язаних з головною партією першої частини.
Третя частина втручається як страшне наслання, як далека, ворожа стихія. Звивиста, рухлива і мінлива основна тема виникла з інтонацій «подиху» попередньої частини. Форма Скерцо, незважаючи на безперервність руху, складна тричастинна, з малоконтрастним середнім епізодом, який вирізняється лише трохи повільнішим, але настільки ж безперервним рухом.
Фінал логічно завершує драматичний розвиток циклу. Він починається стриманим епічним вступом, в якому, однак, скорботні «зітхання», тривожні інтонації ще дають про себе знати. Але далі починається сонатна форма.
Симфонія була задумана під час роботи над Концертом для скрипки з оркестром (1904), але справжня робота над нею розпочалася тільки навесні 1905 року і майже відразу призупинилася через важку хворобу. В липні того ж робота активізувалася: 30-го він закінчив першу частину, 8 серпня — другу, 5 вересня — третю. Робота над фіналом затягнулася більш ніж на півтора місяця. 18 жовтня 1905 року 8 Симфонія була закінчена.